# 赫伯特·貝克

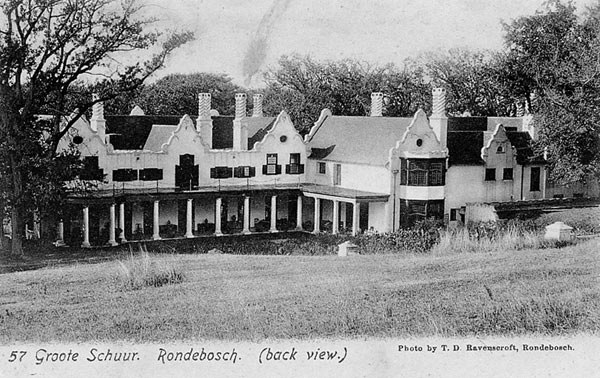
葛魯特歇爾的後方，c1905。

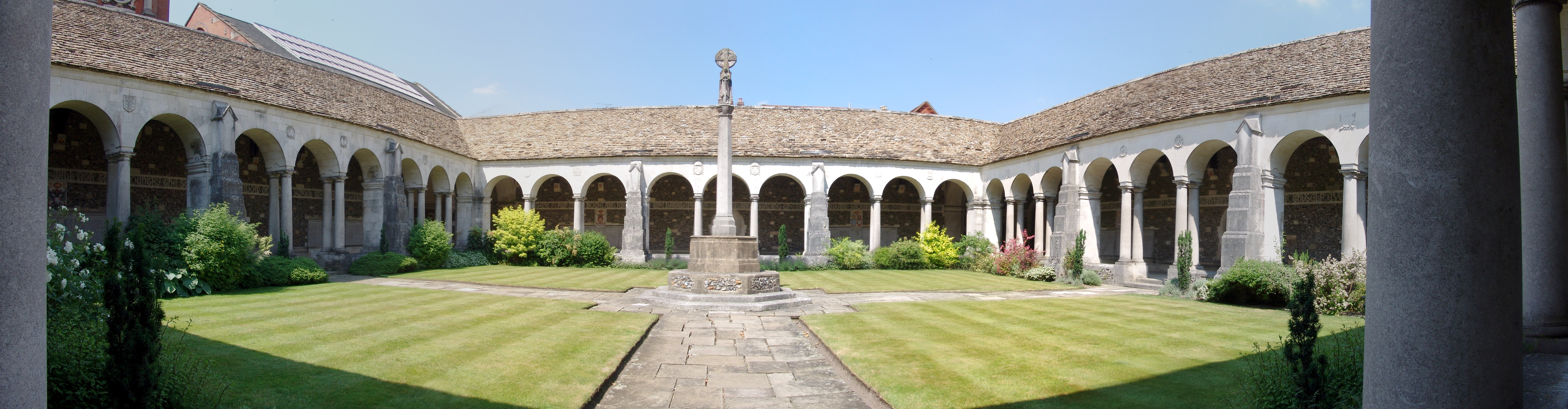
溫切斯特公學的迴廊。

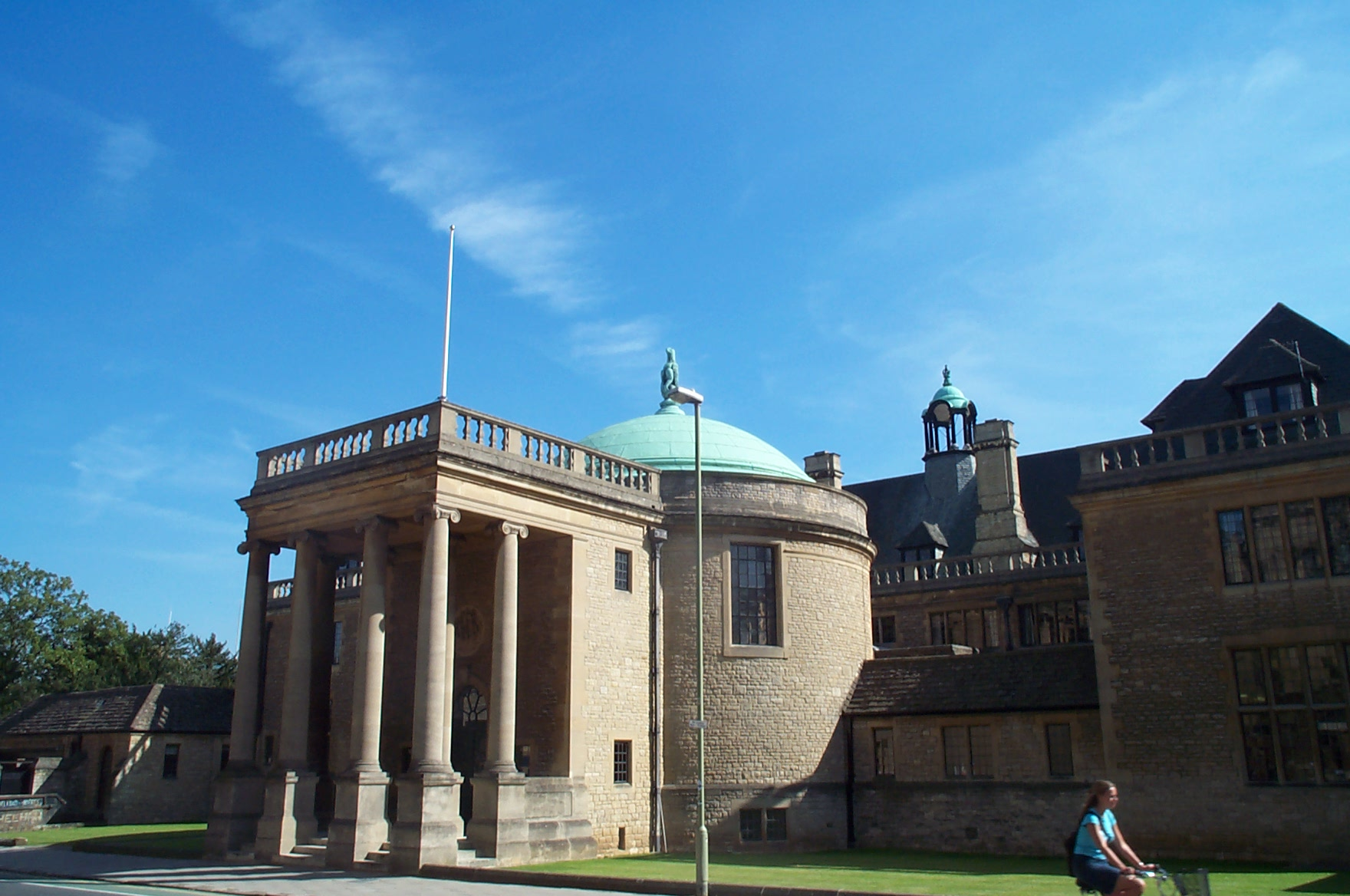
牛津大學羅德樓。

赫伯特·貝克爵士（英語：Sir Herbert Baker，1862年—1946年），英國建築師，從1892年到1912年的20年，主導了南非的建築。他設計了南非的普利托里亞的工會大廈；並與埃德溫·魯琴斯合作規劃了新德里。
他出生於英國的肯特考勃哈姆，並在倫敦進修建築學。他於1892年來到南非，並於1893年由賽西爾·羅茲雇用，要改建葛魯特歇爾，羅宅就在開普敦桌山的山坡。
貝克很快地在建築上受注目了，並被約翰尼斯堡富有的礦業巨頭委託設計一些建築，他亦設計了商業樓宇及公共建築。
1909年，貝克被任命興建工會大廈，南非政府的所在地。
1912年，貝克與埃德溫·魯琴斯往印度工作，要建好在新德里的部長大樓及國會成員的平房。
1926年，貝克被封為爵士，並在1927年獲得英國建築師皇家協會的金質獎章。他在1946年死於肯特。

## 其他作品

### 英國
- 南非大樓，在倫敦特拉法加廣場的南非高級專員公署建築。
- 林普尼港的大樓（現在已是一個動物園），在英國東南部的肯特郡
- 倫敦勞德板球場的正面看臺之一。
- 劍橋大學唐寧書院的靶場北面。該設計主要來自那書院原本最早的建築師威廉·威爾金茲。
- 倫敦英國銀行的重建，拆除了約翰·索恩爵士大部分原來的建築。
- 溫切斯特公學的迴廊。
- 牛津大學羅德樓，羅德獎學金的總部。

### 南非
- 開普敦聖喬治大教堂
- 開普敦羅德紀念館
- 誇祖魯-納托爾省邁克爾學院
- 約翰尼斯堡羅丁中學
- 約翰尼斯堡聖約翰學院
- 約翰尼斯堡聖安德魯女子學校
- 布隆泉自由州大學
- 格雷厄姆斯敦羅德斯大學
- 威廉王城Dale College

## 外部連結
- 赫伯特·貝克爵士的生平
- 赫伯特·貝克在約翰尼斯堡步行之旅
- 開普敦的聖喬治大教堂 （页面存档备份，存于）
- 奈洛比的奈洛比學校 （页面存档备份，存于）